# Benniu (köpinghuvudort i Kina, Jiangsu Sheng, lat 31,86, long 119,81)
Benniu (kinesiska: 奔牛, 奔牛镇) är en köpinghuvudort i Kina. Den ligger i provinsen Jiangsu, i den östra delen av landet, omkring 98 kilometer öster om provinshuvudstaden Nanjing. Antalet invånare är 63 928. Befolkningen består av 31 525 kvinnor och 32 403 män. Barn under 15 år utgör 9,0 %, vuxna 15-64 år 79 %, och äldre över 65 år 10,0 %.
Runt Benniu är det mycket tätbefolkat, med 1 135 invånare per kvadratkilometer. Närmaste större samhälle är Changzhou, 16,7 km sydost om Benniu. Trakten runt Benniu består till största delen av jordbruksmark.
Genomsnittlig årsnederbörd är 1 525 millimeter. Den regnigaste månaden är juli, med i genomsnitt 289 mm nederbörd, och den torraste är januari, med 43 mm nederbörd.